# Сусець
Сусець (пол. Susiec) — село в Польщі, у гміні Сусець Томашівського повіту Люблінського воєводства. Розташоване на Закерзонні (в історичному Надсянні). Населення — 1265 осіб (2011).

## Історія
За даними етнографічної експедиції 1869—1870 років під керівництвом Павла Чубинського, у селі переважно проживали римо-католики, меншою мірою — греко-католики, які розмовляли українською мовою.
У 1975—1998 роках село належало до Замойського воєводства.

## Демографія
Демографічна структура станом на 31 березня 2011 року:
|          | Загалом | Допрацездатний вік | Працездатний вік | Постпрацездатний вік |
| -------- | ------- | ------------------ | ---------------- | -------------------- |
| Чоловіки | 643     | 117                | 456              | 70                   |
| Жінки    | 622     | 113                | 365              | 144                  |
| Разом    | 1265    | 230                | 821              | 214                  |